# Bisdom San Cristóbal de Venezuela
Het bisdom San Cristóbal de Venezuela (Latijn: Dioecesis Sancti Christophori in Venetiola) is een rooms-katholiek bisdom met als zetel San Cristóbal, in Venezuela. Het bisdom is suffragaan aan het aartsbisdom Mérida. 

## Geschiedenis
Het bisdom werd opgericht op 12 oktober 1922, uit delen van het bisdom Mérida, en was suffragaan aan het aartsbisdom Caracas. Op 11 juni 1923 wisselde het van kerkprovincie en werd suffragaan aan het nieuw verheven aartsbisdom Mérida.  

## Parochies
Het bisdom had in 2020 een oppervlakte van 11.100 km2 en telde 1.736.260 inwoners waarvan 92,1% rooms-katholiek was.

## Bisschoppen
- Tomás Antonio Sanmiguel Díaz (22 juni 1923 - 6 juli 1937)
- Rafael Ignacio Arias Blanco (12 november 1939 - 23 april 1952)
- Alejandro Fernández Feo-Tinoco (23 april 1952 - 26 oktober 1984)
- Marco Tulio Ramírez Roa (26 oktober 1984 - 26 februari 1998)
- Mario del Valle Moronta Rodríguez (14 april 1999 - heden)
  - Juan Alberto Ayala Ramírez (hulpbisschop: 18 juni 2020 - heden)

## Galerij van afbeeldingen

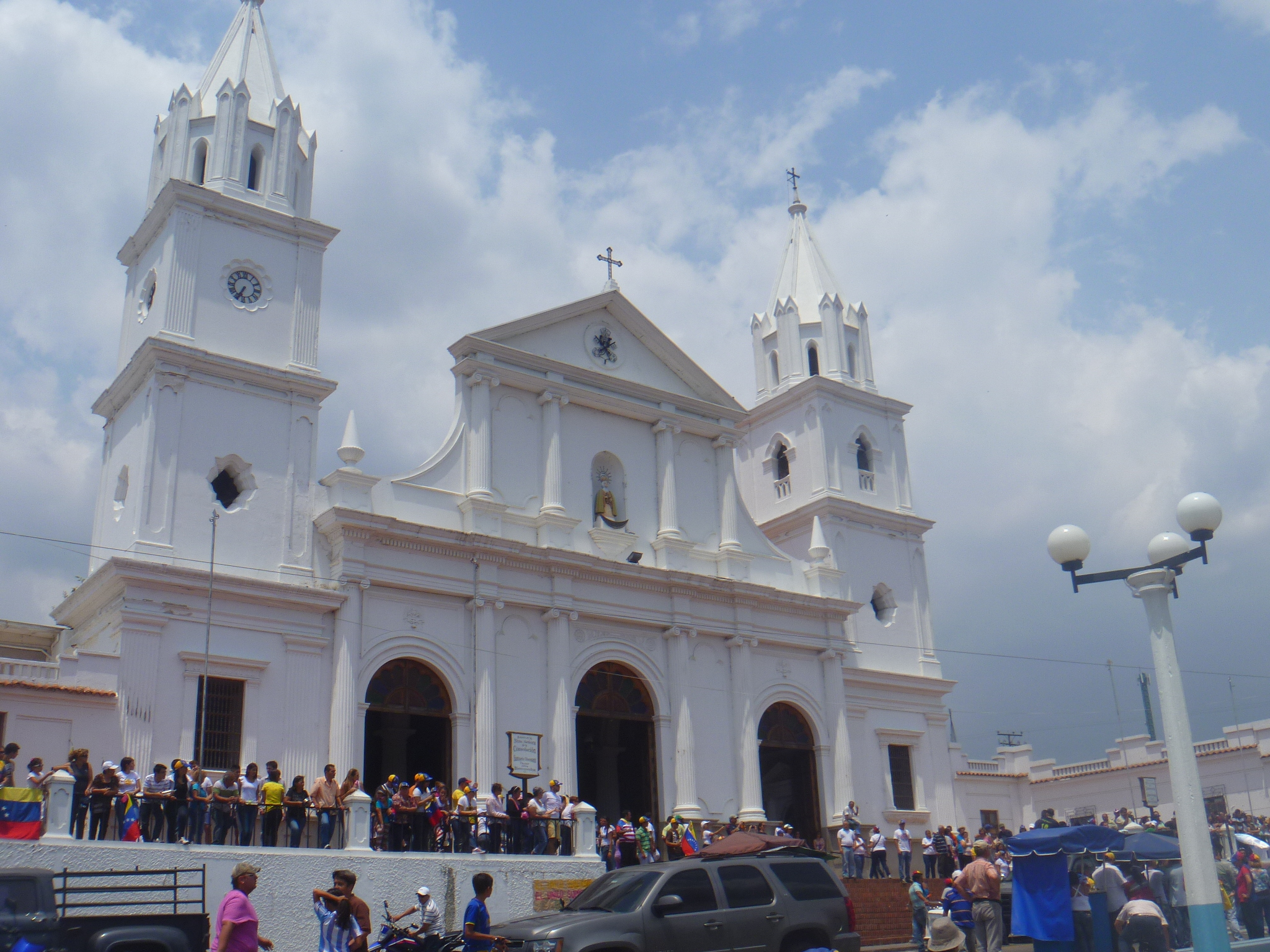
Basiliek Nuestra Señora de la Consolación in Táriba
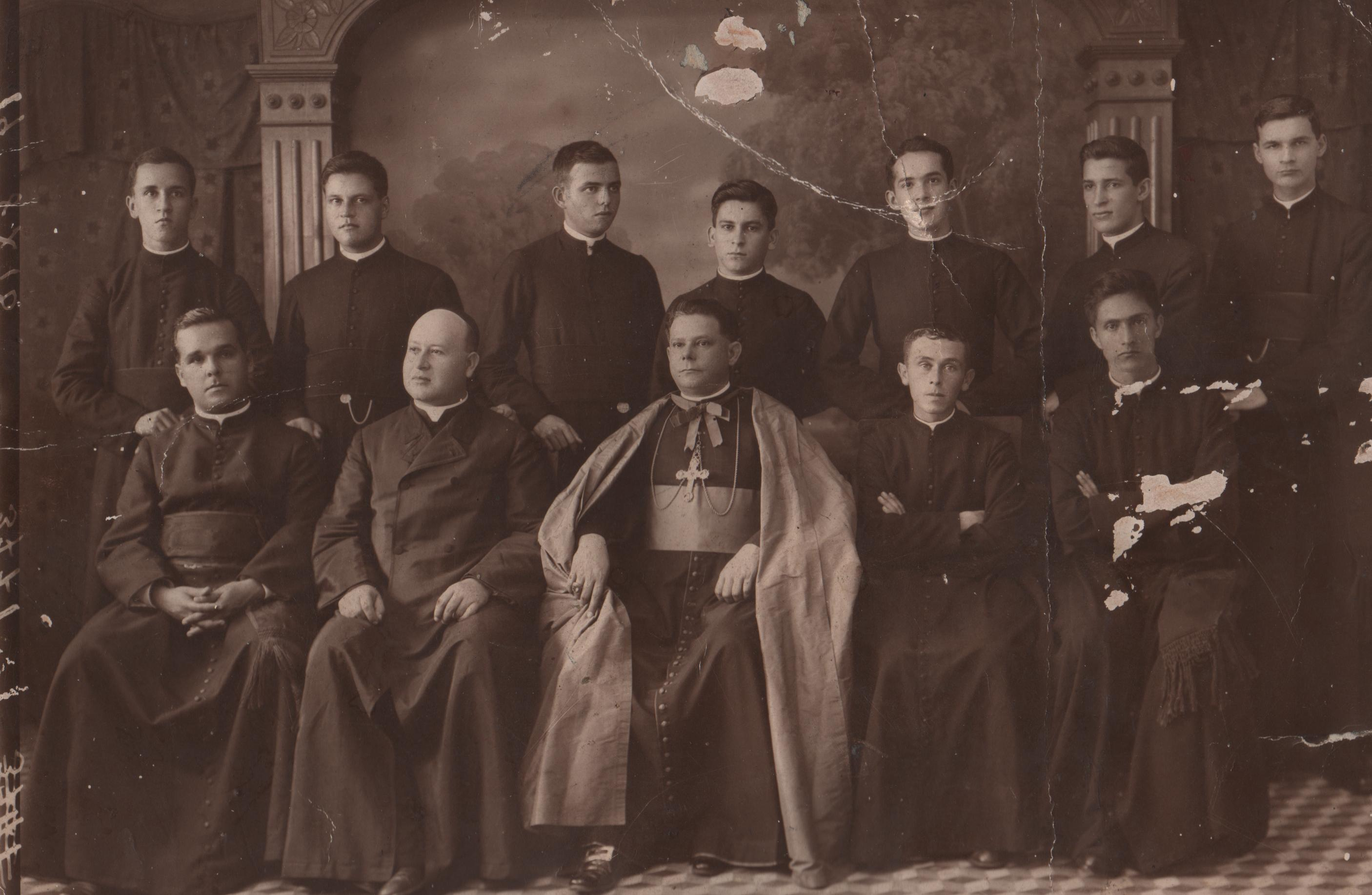
Bisschop Tomás Antonio Sanmiguel Díaz (1923-1937), eerste bisschop van San Cristóbal de Venezuela

Mérida (aartsbisdom) · Barinas · Guasdualito · San Cristóbal de Venezuela · Trujillo